# Java Workstation
Java Workstation - серия рабочих станций, выпускавшихся корпорацией Sun Microsystems с 2004 по 2006 год, на процессорах семейства AMD Opteron. Серия заменяла линейку рабочих станций Sun Blade. Это были первые рабочие станции на архитектуре x86, произведённые Sun Microsystems, за исключением недолговечной серии Sun386i в конце 1980-х годов.
Поддерживаемые операционные системы: Solaris, Red Hat Enterprise Linux WS и SUSE Linux Enterprise Server 9. На рабочих станциях Java Workstation использовалась Java Desktop System, среда рабочего стола, разработанная Sun и основанная на GNOME.
Серия Java Workstation была заменена на рабочие станции Ultra 20 и Ultra 40 после 2005 года.

## Модели Java Workstation
| Модель                  | Код | Кодовое имя  | Процессор(ы)                           | Частота, ГГц               |
| ----------------------- | --- | ------------ | -------------------------------------- | -------------------------- |
| Java Workstation W1100z | A58 | Metropolis1P | One Opteron 144, 146, 148 или 150      | 1.8, 2.0, 2.2 или 2.4      |
| Java Workstation W2100z | A59 | Metropolis2P | Two Opteron 244, 246, 248, 250 или 252 | 1.8, 2.0, 2.2, 2.4 или 2.6 |